# Boaco
Boaco est une ville du Nicaragua, capitale du département du même nom. Elle fut fondée à la fin du XIXe siècle. Elle est située dans une zone montagneuse avec une économie basée principalement sur l'agriculture.
Boaco, qui se développe à deux altitudes différentes, est appelée couramment « La Ciudad de Dos Pisos » (« la ville à deux étages »), nom donné par le Dr. Armando Incer Barquero.